# Luc Arbogast
Luc Arbogast (La Rochelle, 1975) is een Franse zanger en muzikant. Zijn stembereik reikt tot dat van een mezzosopraan. Hij treedt op als straatmuzikant en geeft concerten in kerken en zalen, waarbij hij altijd probeert om een huiskamersfeer te creëren. Ook treedt hij op op festivals voor traditionele muziek.
Hij woont in Souvigny (Frankrijk).
In 2012 was Arbogast in Nederland voor het Nieuwjaarsconcert van het Nederlands Blazers Ensemble. Het thema van dit concert was Vreemde Vogels, Arbogast heeft twee keer opgetreden tijdens dit concert.
In 2013 deed hij mee aan de Franse editie van The Voice; hij kwam door de eerste twee ronden, maar werd geëlimineerd in de eerste live-ronde. Zijn album Odysseus bereikte platina in Frankrijk.

## Albums

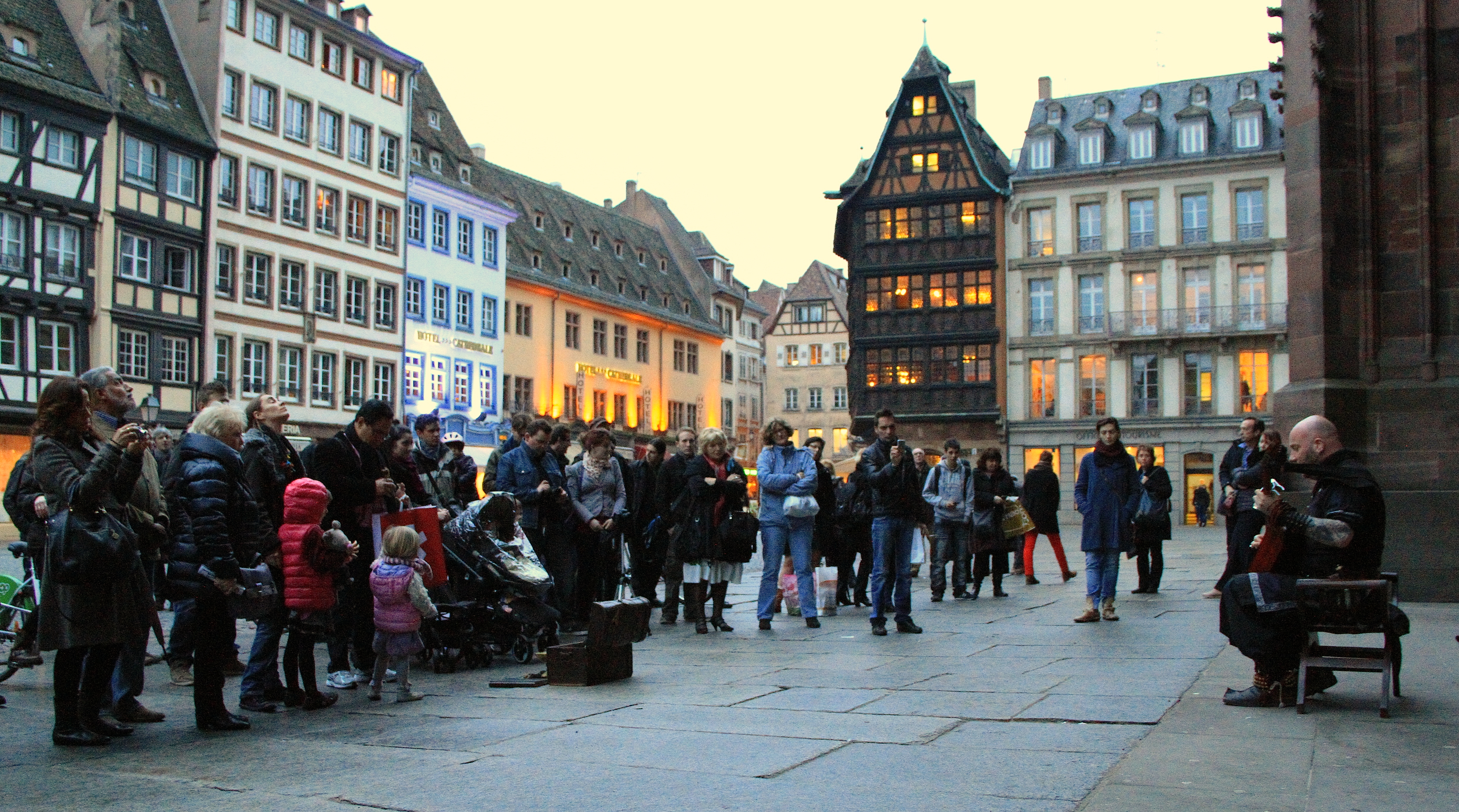
Luc Arbogast, Kathedraal van Straatsburg, 2013

1. Fjall d'yr Vinur (2003)
2. Domus (2004)
3. Hortus Dei (2007)
4. Aux Portes de Sananda (2009)
5. Canticum in Terra (2012)
6. Odysseus (Mercury Records, 2013)
7. Oreflam (2014)